# 대륙밭쥐속
대륙밭쥐속 또는 붉은등밭쥐속, 숲들쥐속(Craseomys)은 쥐상과 비단털쥐과에 속하는 설치류 속의 하나이다. 북아메리카와 유럽 그리고 아시아에서 발견되는 작고 가냘픈 밭쥐류이다. 속명은 "열쇠구멍"이라는 뜻의 그리스어에서 유래했다.

## 하위 종
| - 일본붉은등밭쥐 (C. andersoni) - 서부붉은등밭쥐 (C. californicus) - 톈산붉은등밭쥐 (C. centralis) - 남부붉은등밭쥐 (C. gapperi) - 유럽대륙밭쥐 (C. glareolus) - 이마이즈미붉은등밭쥐 (C. imaizumii) | - 비단털들쥐 (C. regulus) - 홋카이도붉은등밭쥐 (C. rex) - 대륙밭쥐 (C. rufocanus) - 산시밭쥐 (C. shanseius) - 스미스밭쥐 (C. smithii) |